# Paul Fritsch
Paul Fritsch (25. februar 1901 – 22. september 1970) var en fransk bokser som deltog under OL 1920 i Antwerpen. 
Fritsch blev olympisk mester i boksning under OL 1920 i Antwerpen. Han vandt en guldmedalje i fjervægt, i finalen besejrede han sin landsmand Jean Gachet. Der var 17 boksere fra ti lande som stillede op i vægtklassen som blev afholdt fra den 21. til 24. august 1920. 